# Päpstliche Universität Salamanca

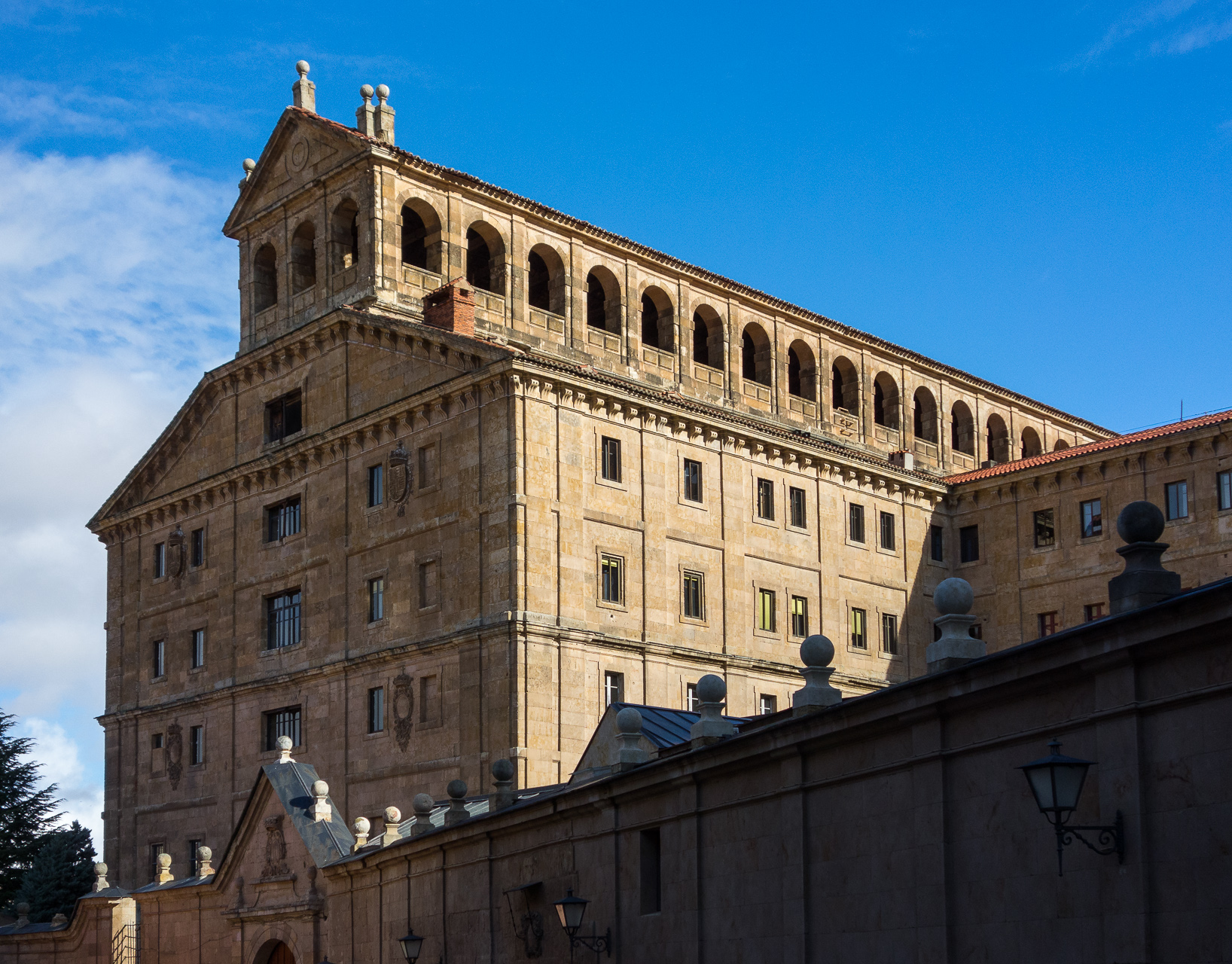
Gebäude der Päpstlichen Universität Salamanca (2012)

Die Päpstliche Universität Salamanca (Spanisch: Universidad Pontificia de Salamanca UPSA) ist eine päpstliche Universität in Salamanca, Spanien.
Die Universität hat dieselben Wurzeln wie die Universität Salamanca. Die liberalen Regierungen des 19. Jahrhunderts haben bewirkt, dass die Studiengänge Theologie und Kirchenrecht aus der Universität Salamanca ausgeschlossen wurden. Papst Pius XII. gründete 1940 eine neue Universität in derselben Stadt, um diese beiden Fakultäten wiederherzustellen, und gab ihr den Rang einer päpstlichen Universität.
Die Universität bietet den derzeit 6.600 (Stand 2018) Studenten 34 Bachelorabschlüsse, 24 Masterabschlüsse sowie 11 Doktoratsstudien an.